# Isabell Herlovsen
Isabell Lehn Herlovsen, née le 23 juin 1988 à Mönchengladbach, est une footballeuse internationale norvégienne évoluant au poste d'attaquant.

## Biographie

### En club
Elle joue pour LSK Kvinner FK, après un bref passage à l'Olympique lyonnais en 2009-2010,.
Herlovsen est la fille de l'ancien joueur de football Kai Erik Herlovsen. Elle naît en Allemagne alors que ce dernier joue au Borussia Mönchengladbach. Elle est internationale norvégienne à 16 ans. Herlovsen est la plus jeune joueuse du championnat d'Europe de football féminin 2005 au cours duquel elle marque un but, le 9 juin 2005 contre la France.

## Vie privée
Isabell Herlovsen est ouvertement lesbienne.